# Хвощёвка (Смоленская область)
Хвощёвка (Хвощевка, Хвощовка, Хващевка) — опустевшая деревня в Хиславичском районе Смоленской области России.

## География
Находилась в 2 верстах юго-западней оставшейся до сих пор деревни Комаровка.
В 1978 году ещё значилась, как деревня Комаровского сельсовета Хиславичского района.
В 1993 году также значилась в составе Комаровского сельсовета.